# Palma (film fra 2021)
Palma (russisk: Пальма) er en russisk spillefilm fra 2021 af Aleksandr Domogarov.

## Medvirkende
- Viktor Dobronravov som Vjatjeslav Lazarev
- Leonid Basov som Kolja Lazarev
- Vladimir Ilin som Sergej Tikhonov
- Valerija Fedorovitj som Nina Tikhonova